# Rob Mariano
Robert Carlo „Boston Rob“ Mariano (* 25. prosince 1975 v Cantonu v Massachusetts) je americká televizní osobnost, účastník reality show Kdo přežije a The Amazing Race. Původní profesí je stavební dělník.

## Kdo přežije
V pořadu Kdo přežije hrál jako jediný soutěžící v historii celkem v pěti sériích, z toho čtvrtou vyhrál. Během své první řady (Kdo přežije: Polynésie) se do paměti diváků příliš nevryl a byl vyřazen jako sedmý. Sice dosáhl sloučení kmenů, avšak byl vyřazen ještě před fází utváření poroty.
Do pořadu se vrátil v osmé sezóně (Kdo přežije: Návrat hvězd) jako nepříliš známý hráč a jeho kontroverzní návrat se stal předmětem diskuzí. Během série si začal románek s Amber Brkich, po skončení si ji vzal a mají spolu čtyři dcery. V Návratu hvězd hrál roli velkého padoucha, což se mu ve finále nevyplatilo, protože ho právě Amber porazila na hlasy 4–3.
Ve výsledku ho ale jeho padoušská hra proslavila a dostal se díky ní do další hvězdné řady (Kdo přežije: Hrdinové proti padouchům). V této sezóně byl oprávněně zařazen do kmene Zloduchů, kde bojoval o moc s Russellem Hantzem, který ho nakonec ještě před sloučením vyřadil.
Právě rivalita Roba a Russella se stala námětem pro 22. sérii (Kdo přežije: Ostrov vykoupení), kde každý z těchto navrátilců vedl svůj vlastní kmen. Tentokrát hru ovládl Boston Rob a vyhrál.
V roce 2019 se zúčastnil 39. série (Survivor: Island of the Idols), tentokrát však nikoliv jako soutěžící, ale jako mentor. Spolu s další vítězkou, Sandrou Diaz-Twine, poskytovali rady a zadávali úkoly nováčkům.
Oba, stejně jako Amber a dalších 17 vítězů, byli i součástí následující řady (Survivor: Winners at War), vysílané na jaře 2020. Rob se snažil použít stejnou strategii jako při jeho vítězství, avšak hvězdní hráči ho považovali za příliš velkou hrozbu a vyřadili ho ještě před sloučením. Téma série nabízelo dvě možnosti k navrátu, avšak Boston Rob obě tyto soutěže prohrál.

## The Amazing Race
Rob a Amber také soutěžili v 7. a 11. sérii The Amazing Race. V součtu díky této cestovatelské reality show dvojic navštívili 10 různých států a Portoriko. Jako zasnoubený pár se v 7. řadě probojovali až do finále, kde dorazili do cíle jako druzí.
Díky tomu, že během svého prvního působení vyhráli čtyři kola závodu, i díky své celkové popularitě byli pozváni do první hvězdné série. Již jako novomanželé se projevili jako jeden z nejsilnějších týmů a vyhráli hned první tři etapy, avšak v té čtvrté své vedení ztratili a byli vyřazeni.